# Енн Тодд
Енн Тодд (англ. Ann Todd; 24 січня 1909 — 6 травня 1993) — британська актриса і продюсер.

## Біографія
Народилася у Чеширі, а освіту здобула у школі св. Уніфрід в Істборні. На кіноекранах дебютувала в 1931 році, а першого успіху здобула в 1940-х, після ролей у фільмах «Довершені незнайомці» (1945) та «Сьома вуаль» (1945). Найбільшу популярність актрисі принесла роль багатостраждальної дружини персонажа Грегорі Пека у драмі Альфреда Гічкока «Справа Парадайна» (1947).

## Сім'я
Енн Тодд тричі була одружена. Її третім чоловіком був знаменитий британський кінорежисер Девід Лін, який зняв її у трьох своїх картинах «Пристрасна дружба» (1949), «Мадлен» (1950) і «Звуковий бар'єр» (1952), роль у якому принесла їй номінацію на премію «BAFTA». З початком 1950-х Енн Тодд перемістилася на телебачення, де продовжувала працювати до 1972 року. У наступні два десятиліття актриса лише кілька разів з'явилася на екранах, завершивши свою акторську кар'єру в 1992 невеликою роллю в британському телесеріалі «Мегре». Через рік, у травні 1993 року, Енн Тодд померла в Лондоні від інсульту у віці 84 років.

## Фільмографія
- 1931 — «These Charming People» — Памела Кроуфорд
- 1936 — «Зовні прийдешнього» — Мері Гордон
- 1947 — «Справа Парадайна» — Гей Кін
- 1947 — «Небезпечні роки» — Доріс Мартін
- 1949 — «Пристрасна дружба» — Мері Джастін
- 1952 — «Звуковий бар'єр» — Сьюзан Гартвейт
- 1961 — «Смак страху» — Джейн Епплбі
- 1992 — «Мегре» — мадемуазель Жозетт